# This American Life
This American Life（TAL）是一個由WBEZ製作，並由艾拉·格拉斯主持的電台節目。該節目在美國製作，約每星期一集，每集約一小時長。該節目在美國及全球不同公共廣播電台上廣播，另外可透過每週免費Podcast收聽。它的主要內容分類為非虛構新聞，但有時亦會包含隨筆、回憶錄、現場錄音及短篇小說。該節目第一集於1995年11月17日廣播，當時稱為「Your Radio Playhouse」。它在2014年6月前是由國際公共廣播發佈，後來改為由節目人員自行發佈，並由公共廣播交流把節目送至各公共廣播電台。
同名的電視節目於2007年6月至2008年5月在娛樂時間電視網播出，一共兩季。

## 外部連結
- 官方网站 （英文）